# Ouvroir de tragécomédie potentielle
L'Ouvroir de tragécomédie potentielle, généralement désigné par son acronyme, Outrapo, par allusion à l'Oulipo de Raymond Queneau et François Le Lionnais, a été fondé à Londres en 1991. Il cherche à explorer les possibilités passées, présentes et à venir de l'art scénique.
L'Outrapo est un atelier de recherches sur les potentialités du théâtre. À partir d'une contrainte formelle arbitraire, qui peut bouleverser les aspects habituels et connus du travail théâtral, il s'agit de découvrir des structures négligées jusqu'ici ou de les faire émerger.
« En s'imposant des formes théâtrales, en se restreignant volontairement, l'acteur dépasse son jeu habituel, donne naissance à une expression nouvelle ou à la redécouverte des possibilités non explorées d'une forme ancienne ». L'Outrapo traite aussi des possibilités de nouvelles formes au théâtre ou dans le jeu dramatique au sens large. En intégrant des règles scientifiques ou mathématiques, comme moteur créatif, il est selon L'Observatoire Leonardo pour les Arts et les Techno-Sciences (Olats) un des précurseurs des digital performances.

## Historique
Sous l'impulsion de Stanley Chapman la date de fondation a été choisie pour son aspect palindrome: le VI-IV 1991 (six avril mille neuf cent quatre-vingt-onze) à Londres. Après un an de recherches le groupe fit des premières présentations publiques de ses travaux mettant principalement en avant le jeu de l’acteur et la mathématisation de procédés scéniques, par exemple le comique de répétition. « Certains procédés sont directement empruntés aux expériences précédentes de l’Oulipo et adaptés au contexte théâtral : par exemple, la « contrainte lipocinétique » est une adaptation du lipogramme sur lequel repose La Disparition de Perec : au lieu de supprimer une lettre (la lettre E dans le roman de Perec), il s’agit ici de supprimer une posture (la station debout), un mouvement (regarder un partenaire), un déplacement (marcher normalement), etc. Autre exemple : la « méthode S+7 », dont le principe est de remplacer le mot d’un texte par le septième mot qui le suit dans un dictionnaire, devient chez les outrapistes le remplacement d’un personnage par le septième suivant dans la distribution, ce qui permet de réécrire – et réinterpréter – tous les classiques : Bougrelas devient le Père Ubu, Ruy Blas le Comte d’Albe, etc. »  L'architecture même des salles de spectacles a été également étudiée par l'Outrapo, par exemple à partir du théâtre booléen ébauché par l'Oulipo, la structure des phonèmes (contrainte du Spectre phonique) ou encore l'utilisation des didascalies. Parallèlement l'outrapo a également effectué des interventions en bibliothèque ou des stages d'initiation aux techniques outrapistes,.
Le principe de base en est toujours la contrainte artistique volontaire, la restriction créative, la censure libératrice: par exemple, comment les contraintes subies dans l'Histoire du théâtre (la règle des trois unités à l'époque classique, ou les interdictions successives faites aux acteurs de théâtre de foire) peuvent devenir des contraintes artistiques volontaires chez l'Outrapo.

### Membres (par ordre d'entrée en scène)
- Stanley Chapman, membre fondateur en 1991[17].
- Milie von Bariter
- Cosima Schmetterling
- Jean-Pierre Poisson
- Anne Feillet
- Felix Pruvost
- Tom Stoppard
- Agnès Proust

### Manifestations publiques
- Première démonstration publique (Studio des Ursulines, 1992)
- Participation à la création mondiale du Bétrou de Julien Torma (théâtre du Kremlin-Bicêtre, 1994)[18]
- Célébration du centenaire d'Ubu roi (Société des gens de lettres, hôtel de Massa, 1996)[19]
- Trois jours de lectures intempestives à la Bibliothèque publique d'information. Pour les 20 ans du Centre Pompidou, 1997.
- Démonstration invitée par les Jeudi de l'Oulipo (Jussieu-Université Paris VII, 1998)
- Ordonnancement de la séance exceptionnelle Ou-X-Po sous Tipi (Centre national d'art et de culture Georges-Pompidou hors les murs, Piazza Beaubourg, 1999)[20].
- Participation à l'exposition Le Collège à la Collégiale (Collège de ’Pataphysique, Ville de Chartres, 2000)
- Démonstration Outrapo/Oucipo invitée par les Jeudi de l'Oulipo (Jussieu-Université Paris VII, 2000)
- Participation au Festival Les Jeux dans la Littérature (Genève, 2000)
- Au tour d'un cadavre, clôture des conférences sur le Surréalisme & enterrement définitif d'André Breton (Centre Pompidou, 2002)[21]
- Mise en lecture de L'Hôtel de Sens de Jacques Roubaud et Paul Fournel, avec la mise en tableaux de l'Oupeinpo (Jussieu-Université Paris VII, 2002)
- Dans le cadre de Lire en Fête, en hommage au cofondateur de l'Oulipo, participation aux Journées Queneau (Institut français du Royaume-Uni. Londres, 2003)
- Participation à La Réunion de l'Ouxpo au Centre d'Animation Vercingétorix (Paris, 2005)[22].
- Outrapo Perfomance (Rational Rec, Londres 2007)
- L'Oulipo invite l'Outrapo (Bibliothèque François-Mitterrand, 2011)
- Participation à l'exposition La Littérature en jeu(x) (Bibliothèque de l'Arsenal, 2014)
- L'Outrapo bibliothécaire (Bibliothèque François-Mitterrand, 2016)
- L'Oulipo invite l'Outrapo (Bibliothèque François-Mitterrand, 2017)
- Participation au Festival La Bibliothèque parlante (Bibliothèque François-Mitterrand, 2018)[23]
- Stage absurde & Outrapo, laboratoire expérimental pour cobayes volontaires (Maison de la Culture de Nevers, 2019)[14].
- Stage « Retour sur » la voix dans le théâtre, (Bologne, 2020)[15]
- Participation à la Nuit européenne des musées, Atelier créatif expérimental de l'Outrapo avec le public (Musée Carnavalet, 2023)[24].
- Participation à l'exposition Compléments sous contrainte(Maison du citoyen de Fontenay-sous-bois, exposition reprise et augmentée à la Sorbonne Artgallery, 2024)[25],[26].
- Interventions lors de la journée d'études La Galaxie des ouvroirs en Sorbonne(Sorbonne 2024)[27].